# Hípica

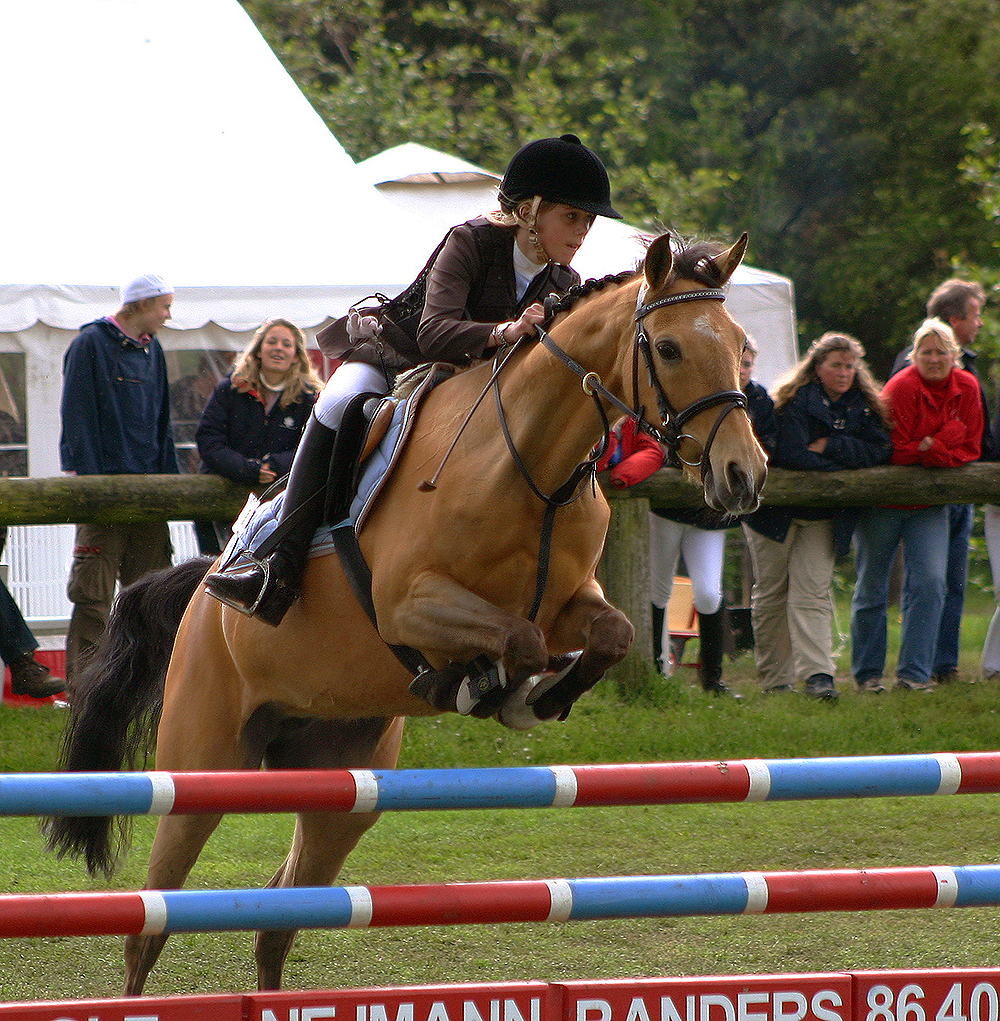
Amazona competint a una prova de salts d'obstacles, una de les disciplines de l'hípica.

L'hípica (del grec antic ἵππος (AFI:ˈipos), cavall) és la pràctica competitiva de l'equitació. És un conjunt de disciplines eqüestres, on el cavall i el genet són protagonistes principals. Inclou diverses disciplines força diferenciades, que poden variar segons les fonts. La major part inclou la doma clàssica, la doma vaquera, els enganxalls, l'equitació western, el horseball, el salt d'obstacles, el trec i el volteig, mentre que d'altres poden incloure les curses o el polo. Des dels Jocs Olímpics de París el 1900 l'hípica forma part del programa olímpic, disputant-se des de 1912 els tres mateixos concursos: el de doma clàssica, el de salts d'obstacles i el complet.

## Història
La història de l'hipisme es remunta a la prehistòria (Neolític), amb la domesticació del cavall. (No se sap ben bé en l'etapa inicial quina era la seva utilitat, encara que hom suposa que l'utilitzaven com a peça de caça, o per alimentar-se). Posteriorment l'hipisme va tenir una forta presència en determinats pobles o èpoques, lligat a la importància que ha tingut el cavall.
Més endavant, l'home va utilitzar el cavall per treballar, ja que va considerar-lo com un animal amb gran força i velocitat. A l'edat del bronze, el cavall va començar a formar part dels exèrcits. Així els perses i grecs també utilitzaven l'animal per combatre.
La llarga història de l'equitació va parella amb els esports relacionats amb el cavall. Va ser l'objecte principal de les festes de l'antiga Grècia i cantades pels seus poetes. La faula dels centaures sembla provar que certs pobles d'aquest país, particularment els tessalis, havien adquirit des de molt aviat una gran habilitat en l'art de l'equitació. Diversos passatges d'Homer, de Píndar i de Sòfocles, testimonien que les carreres de cavalls estaven ja molt de moda quan van ser introduïdes en els jocs olímpics, cap a l'olimpíada 85.
De la Grècia va passar el gust d'aquests exercicis als romans qui els van fer entrar en les seves festes públics. La cursa consistia a donar set vegades la volta al circ, els cavalls anaven lligats a carros lleugers i trobaven en certa paratge del trànsit límits col·locats de tal manera, que sense una destresa infinita de part del conductor, el carro podia fer-se trossos. Moltes vegades s'immolava al déu Mart el cavall guanyador, i el seu propietari rebia en canvi altres cavalls, corones d'or, de plata, vestits, etc.
Les brillants lluites a l'hipòdrom de Roma, van ser traslladades a les ribes del Bòsfor però la importància que alguns emperadors van donar amb freqüència a aquesta institució, va ser potser una de les causes que van contribuir a la caiguda de l'imperi romà.
Durant l'edat mitjana, les carreres de cavalls van caure en un profund oblit, no van reaparèixer en part, fins a l'època dels tornejos i de les festes cavalleresques, de les que tant de temps es va mostrar tan pròdiga l'Europa medieval.
A partir del Renaixement, l'hípica moderna anirà prenent forma. Primerament, des de l'escola napolitana de Pignatelli.
La primera escola d'equitació es va fundar a Itàlia (Ferrara) l'any 1539. Més endavant es van crear les escoles de la Brouve i La Baume, a França, i més tard L'"Escola Espanyola d'Equitació de Viena", creada el 1572. I és a partir d'aquí que es va començar a parlar de l'equitació, no només com un esport sinó també com un art. Acabant amb la creació a França del Cadre noir de Saumur.
Als segles següents l'evolució continua a Anglaterra amb la construcció dels primers hipòdroms, fins que el Jockey Club codificarà al segle xviii el primer reglament.
Als nostres dies se'ls deu als anglesos la resurrecció de les carreres, però des d'un punt de vista diferent al de les antigues. En els jocs antics eren tan sols un mitjà de desenvolupar el valor, la força, la destresa, i l'agilitat dels lluitadors i dels guerrers, per als moderns es considera com un mitjà de millorar l'espècie dels cavalls, així com un mitjà d'esbarjo

## Disciplines
A partir de 1900 l'hipisme va començar a practicar-se als Jocs Olímpics. Actualment es realitzen tres disciplines:
- Doma clàssica: tracta de realitzar una sèrie de represes (moviments preestablerts amb el cavall) en els tres aires diferents: pas, trot i galop.[4]
- Concurs de salts d'obstacles: consisteix que el binomi ha de superar un circuit amb diferents tipus d'obstacles en un ordre donat en el menor temps possible. Derrocar els obstacles, la caiguda del genet o el cavall, la desobediència de l'animal o l'excés de temps són motius de penalització.
- Concurs complet d'equitació: inclou una prova de salt d'obstacles, una de doma clàssica i una prova de fons, que té més valor. Es disputen en dies diferents, amb un únic cavall per a cada concursant.[5]

Com a disciplines no olímpiques hi ha el raid, la doma vaquera, l'enganxes, el volteig, el trec, les marxa a cavall, el horseball i la cursa de cavalls.

## Cancaneta
De temps immemorial quan un genet (o geneta) no arriba a pujar sol (o sola) al cavall se'l pot ajudar de diferents maneres, la més comuna és fer cancaneta o fer canca, que consisteix a fer una mena d'estrep amb les mans creuant els dits d'una mà amb els de l'altre mà, per poder fer més força (aguantar més pes). De fet en lloc de les mans es pot emprar qualsevol part del cos: el genoll, la cuixa o fins i tot l'esquena, en aquest darrer cas es diu fer esqueneta. El terme és tan genèric que es pot emprar en totes les circumstàncies en què s'ajuda a algú a enfilar-se a qualsevol tipus d'objecte d'una certa alçada on no s'hi arriba sol: un arbre, una pared, una tanca, una reixa, una finestra, un balcó...